# West Grimstead
West Grimstead är en by i civil parish Grimstead, i distriktet Wiltshire, i grevskapet Wiltshire, i England. Byn är belägen 8 km från Salisbury. West Grimstead var en civil parish fram till 1934 när blev den en del av Grimstead. Civil parish hade 218 invånare år 1931.